# Tetranychus zamithi
Tetranychus zamithi är en spindeldjursart som beskrevs av Adilson D. Paschoal 1970. Tetranychus zamithi ingår i släktet Tetranychus och familjen Tetranychidae. Inga underarter finns listade i Catalogue of Life.